# Georges Boulanger
Georges Boulanger, francoski general in politik, * 29. april, 1837, Rennes,  † 30. september,  1891, Ixelles, Belgija.

## Življenjepis
Boulanger je bil vojni minister v Tretji republiki med 1886 in 1887; bil je nasprotnik parlamentarizma in si je prizadeval za obnovitev monarhije. 1889 je njegovo gibanje doživelo višek. Republikanci so ga obtožili, da pripravlja državni udar; moral je zbežati v Belgijo, kjer je napravil samomor.